# باخوژا (شهرستان سوکوووف)
باخوژا (به لهستانی:  Bachorza) یک روستا در لهستان است که در گمینا سوکوووف پودلاسکی واقع شده‌است.